# Tegernseer Hütte
Die Tegernseer Hütte ist eine Schutzhütte der Sektion Tegernsee des Deutschen Alpenvereins auf dem Gebiet der Gemeinde Kreuth.

## Lage
Sie liegt auf 1650 m ü. NHN Höhe in den Bayerischen Voralpen auf dem Sattel zwischen den Gipfeln von Roß- und Buchstein mit freiem Blick über das Tal sowie 140 Meter von der westlichen Grenze der Gemeinde Kreuth zur Nachbargemeinde Lenggries. Wegen seiner exponierten Lage wird der Standort oft als Adlernest bezeichnet. Sie bietet zwei Matratzenlager mit insgesamt 21 Schlafplätzen und ist Ausgangspunkt für zahlreiche Wanderrouten und Klettertouren.

## Geschichte
Im Herbst 1903 wurde eine Hütte mit einem kleinen Aufenthaltsraum und einem Schlafraum mit 8 Schlafplätzen erbaut; am 14. August 1904 wurde sie feierlich eröffnet. 1913 wurde eine Hütte (45 Quadratmeter: Aufenthaltsraum, Küche und zwei Schlafräume) mit einer Wasseraufbereitungsanlage gebaut. Ein unterkellerter Anbau wurde 1938 gebaut und bis 1938 ausgebaut. Die Versorgung der Hütte wurde 1951 durch die Anschaffung eines Mulis und 1958 durch den Bau einer Materialseilbahn erleichtert.
Am 10. Mai 1965 brannte die Hütte nach einem Blitzschlag ab; am 27. August 1967 wurde ein Neubau eingeweiht.
In den 1980er und 1990er Jahren erhielt die Hütte Sonnenkollektoren, eine Photovoltaikanlage, eine Trinkwasser-Filteranlage, ein Funktelefon und später eine Telefonanlage. 2001 wurde auf der Westseite eine Terrasse angebaut. 2005 und 2006 wurde die Hütte grundsaniert und erweitert.
Im August 2019 wurde der Übernachtungsbereich der Hütte aus Gründen des Brandschutzes geschlossen. Bis November 2019 entwickelten der DAV und die Gemeinde Kreuth gemeinsam ein Konzept zum Umbau der Lager. Demnach wurden das Dachgeschoss um rund 50 m² erweitert sowie zwei Balkone und zwei Außentreppen angebaut. Der Umbau wurde am 4. Mai 2020 begonnen und wurde bis Frühjahr 2021 abgeschlossen. Aufgrund von Schutzmaßnahmen gegen die COVID-19-Pandemie wurde die Hütte erst am 3. Juni 2021 wiedereröffnet.

## Zustiege und Touren
Die Tegernseer Hütte ist vom Parkplatz Klamm (850 m) zwischen Kreuth und Achenpass an der B 307 über die Buchsteinhütte (1260 m) zu erreichen.
Weitere Routen sind der Aufstieg von Fleck (800 m) oder der steilere Aufstieg von Bayerwald über die Sonnbergalm.
Direkt neben der Tegernseer Hütte liegen die beiden Gipfel Roßstein (1698 m) und Buchstein (1701 m). In deren Gebiet gibt es über 90 Klettertouren zwischen dem III+ und IX+ Schwierigkeitsgrad.

### Übergänge zu Nachbarhütten
- Lenggrieser Hütte (1338 m) 2½[10] bis 3 Stunden[11], 6 Kilometer entfernt[12]
- Buchsteinhütte (1271 m) 1 Stunde